# José Enrique del Monte
José Enrique del Monte Peguero (auch José Enrique Delmonte Peguero; * 18. Juni 1935 in Santo Domingo; † 24. November 2021) war ein dominikanischer Chorleiter und Komponist.
Del Monte studierte am Conservatorio Nacional und erhielt dort 1966 den Professorentitel. 1968 und 1971 besuchte er Kurse für Orchesterleitung, die Enrique García Asensio im Palacio de Bellas Artes in Santo Domingo durchführte. 1970 nahm er am internationalen Chorleiterkurs von Arpach Darabs am Conservatorio de Venezuela teil.
Seit 1952 war del Monte Kapellmeister an der Catedral Primada von Santo Domingo. Mit dem von ihm 1988 gegründeten Chor der Kirche und dem Orquesta Sinfónica Nacional führte er u. a. die Polowetzer Tänze aus Borodins Oper Fürst Igor auf.
Vierzehn Jahre lang leitete del Monte den Coro Nacional der Dominikanischen Republik. Außerdem gründete er u. a. den Chor der Seekadetten, den Chor der Marineschule der Kriegsmarine, den Frauenchor der Policía Nacional und den Kinderchor des Instituto San Juan Bautista. Für die XII. Juegos Centroaméricanos y del Caribe gründete und leitete er einen Chor mit 300 Mitgliedern. Eine Messe, die Papst Johannes Paul II. 1992 in Santo Domingo hielt, begleitete er mit einem Chor, der 500 Mitglieder zählte. 1989 wurde er zum Ehrenbürger von Santo Domingo ernannt.